# Duque

Corona de duque.

Corona española de descendiente de duque

Duque es uno de los títulos nobiliarios europeos con que los monarcas muestran su gratitud a ciertas personas. Su forma femenina es duquesa y su señorío se denomina ducado. Es el título nobiliario más alto. Se suele conceder a hijos de la realeza que no son herederos. En España este título lleva aparejado el tratamiento de Excelentísimo Señor.

## Historia

La corona de un duque (Reino Unido), como se usa en la heráldica

Tiene su origen en los cargos tardorromanos y bizantinos de dux (en plural duces). Dux denotaba el rango militar de general (palabra que, a su vez, deriva su semántica probablemente del verbo duco "guiar desde el frente", en oposición a ago "guiar desde atrás"). De esta manera, "el que guía desde el frente" denotaría originalmente a un guía militar o caudillo. A raíz de la práctica de conceder tierras a los generales victoriosos, dicho título se utilizó finalmente como una referencia nobiliaria que designa a un miembro de la clase alta. Durante siglos se usaría esa misma forma latina en Venecia, para designar al máximo dirigente de la república.
Conforme se fueron desarrollando los reinos germánicos tras la caída del Imperio romano, el título fue usado por altos cargos, gobernadores, caudillos, etc. En el sistema social y político llamado feudalismo, que Carlomagno fundó al dividir sus dominios en condados, los duques ocupaban el nivel más alto en la escala nobiliaria, de igual forma ocurrió en los reinos de España y Francia.
Posteriormente, con la Capitular de Quierzy se convirtió en hereditario, trasmitiéndose de padres a hijos. Pero, con la abolición de los derechos señoriales en el siglo XIX, perdieron su autoridad y poder, aunque en muchos países se conservó el título por herencia de forma honorífica.
Hoy en día, como cualquier otro título nobiliario no tiene más valor que el honorífico y simbólico.

Corona de un duque (de una casa real)

El apelativo "il Duce" utilizado por el dictador Benito Mussolini es una derivación de la voz dux. El equivalente germano «Führer» (guía o líder) es una traducción del mismo término, así como el de "Conducator" usado por varios gobernantes rumanos. El "caudillo", título que se concedió el general Franco (si bien proveniente del latín capitellum), es una equivalencia de estos términos, todos ellos originados en el concepto dux (duque), «el que guía desde el frente».

## Títulos relacionados
Existen también las formas de:
- Gran Duque: título nobiliario superior al de príncipe, pero inferior al de Gran Príncipe y Rey.
- Archiduque: título austríaco superior a duque que era otorgado a todos los hijos de la familia Habsburgo. Únicamente inferior al de Rey y Emperador
- Conde-Duque: cuando se pretende unir un título de Conde, más antiguo, a otro superior y más reciente de duque.

Corona de un duque en Bélgica y Países Bajos

## En la cultura
En la Argentina, las expresiones "ser un duque" y "quedar como un duque" se utilizan para designar a una persona formal y correcta.
La vida de distintos duques o duquesas ha sido tema de películas, libros y otras obras como:
- La duquesa basada el la biografía de Georgiana Cavendish, duquesa de Devonshire.
- Dune (película) y la novela homónima de Frank Herbert (2010) relatan la lucha del barón HarKonen contra el duque Leto Atreides por el planeta Arrakis.
- En El prisionero de Zenda (novela) y en sus distintas adaptaciones al cine la conspiración es tramada por Miguel, duque de Strelsau.

Corona ducal francesa

## Véase también

Corona del duque y par de Francia

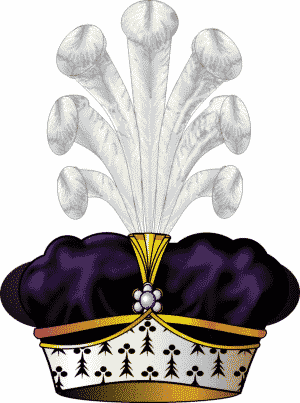
Etapa Napoleón (Francia)